# AutoMuseum Volkswagen
L'AutoMuseum Volkswagen è un museo inaugurato nel nell'aprile 1985 dalla casa automobilistica Volkswagen situato nei pressi della sua sede di Wolfsburg.

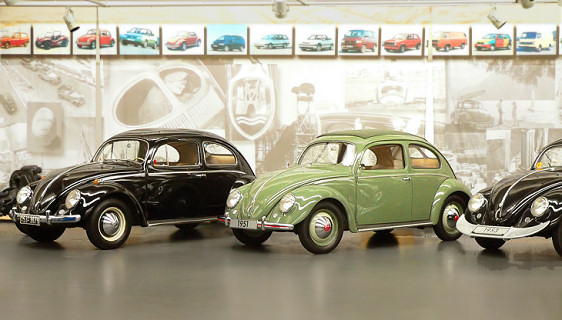
Interno

## Descrizione
Il museo ospita circa 130 autovetture nella sua esposizione permanente, che vanno dai primi esemplari del Maggiolino alle concept car e prototipi di vetture Volkswagen. Il museo è ospitato in un'ex fabbrica di abbigliamento, vicino alla Volkswagen Werke, dove vengono prodotte le Volkswagen. Dal gennaio 1992, è di proprietà e ed gestito da una fondazione di beneficenza la Stiftung AutoMuseum Volkswagen.